# 南川百合
南川百合（学名：Lilium rosthornii）为百合科百合属下的一个种。

## 扩展阅读
- 維基物種上的相關：南川百合